# یوسف هایال‌اوغلو
یوسف هایال‌اوغلو (۱۹۵۳) (به ترکی استانبولی: Yusuf Hayaloğlu) تونجلی (ترکیه - ۳ مارس ۲۰۰۹، استانبول، ترکیه) شاعر، ترانه‌سرا و نویسنده اهل ترکیه بود. وی به زبان ترکی شعر می‌سرود.
او در شهر اواجیک (ترکی Ovacık) در استان تونجلی به دنیا آمد. یوسف برادر گولتن کایا همسر احمد کایا خوانندهٔ فقید ترکیه بود که در سال ۱۹۸۶ با هم ازدواج کردند.
| یوسف هایال اوغلو | یوسف هایال اوغلو |
| ---------------- | --- |
|                  | |
| اطلاعات کلی      | |
| تولد             | ۱۵ دسامبر ۱۹۵۳ (۶۸ ساله) Ovacik, Tunceli، ترکیه |
| مرگ              | ۳ مارس ۲۰۰۹ (۵۵ ساله) زیتینلیک، باکرکوی، استانبول، ترکیه |
| سبک‌ها            | اصلی |
| مشاغل            | شاعر · ترانه‌سرا · نقاش · نویسنده |
| سازها            | شاعر · ترانه‌سرا · نقاش |
| سال‌های فعال      | ۱۹۸۴–۲۰۰۹ |
| شرکت موسیقی      | İdobay Music · Bay Music |
| حرکات مرتبط      | احمد کایا · ادیپ آکبایرام · سزن آکسو · زولفو لیوانلی · عارف ساغ · موسی ار اوغلو · ابراهیم تاتلیسس · فاتح کیساپارمک · هیلمی شاهبالی · اوغور ایشیلاک · نورای لایتتاش · ییلدیز تیلبه · یلماز گونی · سلدا باغک سونگان مهزونی شریف · کایا کوزوجو · آشیک صفایی · اوزان عارف · نشیت ارتاش · اسماعیل تورت · Azer Bülbül · Müslüm Gürses · Mustafa Yıldızdoğan · Ferhat Tunç · Mahsun Kırmızıgül · Onur Akın · Ahmet Şafak · Osman Öztunç · Seda Sayan · Kıvırcık Ali |
| سایت رسمی        | www.yusufhayaloglu.com.tr/ |
|                  | |

Yusuf Hayaloğlu (15 دسامبر 1953, Ovacık, Tunceli - 3 مارس 2009, Zeytinlik, Bakırköy , Istanbul); شاعر، غزلسرای و نقاش کرد تبار زازا
او در سال ۱۹۵۳ در اواچیک، تونجلی، به عنوان فرزند یک خانواده زازا به دنیا آمد. پس از کسب رتبه دوم در ترکیه در آزمون‌های رایگان شبانه‌روزی، مدتی در دبیرستان حیدرپاشا به عنوان شبانه‌روزی تحصیل کرد. پس از تحصیلات دبیرستانی که بخشی از آن در الازیگ گذرانده شد، تحصیلات نقاشی خود را در آکادمی هنرهای زیبای استانبول آغاز کرد. او در حین تحصیل در رشته نقاشی، برای کارهای گرافیکی و کارگاه‌های جواهرات چاپخانه‌های Cağaloğlu نیز جواهرات و مدل‌های اکسسوری می‌ساخت. در سال ۱۳۵۱ از تحصیلات دانشگاهی خود استراحت کرد و ازدواج کرد. او خدمت سربازی خود را در بورنووا، بوردور و قونیه به پایان رساند. پس از کار به عنوان نقاش در ستاد فرماندهی ارتش دوم، به عنوان خبرنگار برای یک روزنامه ملی در الازیگ مشغول به کار شد. پس از مدتی پرداختن به این شغل به استانبول بازگشت. در آنجا با یلماز گونی آشنا شد و در Güney Filmcilik شروع به کار کرد. او به مدت سه سال در تهیه سناریو، داستان، رمان، پوستر، پوستر و کارت پستال برای شرکت شرکت داشت. او در جریان کودتای ۱۲ سپتامبر که در سفرش با مجله گینی آغاز شد، مانند بسیاری از شهروندان دیگر از دروازه‌های نظامیه گذشت. وقتی بیرون آمد، در کارگاهی که در چاغال اوغلو افتتاح کرد، به کارهای نقاشی و گرافیک برای چاپخانه‌ها و مؤسسات انتشاراتی ادامه داد.
ازدواج خواهرش گلتن با احمد کایا در سال ۱۹۸۶ نقطه عطف جدیدی در زندگی او بود. احمد کایا؛ پس از ملاقات او با اشعاری که سال‌ها سروده، کشیده و کنار گذاشته بود، مشارکت تولیدی که ۱۳ سال به طول انجامید آغاز شد. در طول این همکاری، آنها با امضای آثار بسیاری از جمله «خسته دمکرات»، «نامش بهتیار»، «هدیه جدایی»، «هانی جوانی من»، «در تنگنا هستم» اثر خود را در دوران به جا گذاشتند. هایال اوغلو همچنین ترانه‌هایی مانند «اگر برف کوه بودم»، «گربه ناسپاس»، «تو گریه نمی‌کنی» و فرهات تونچ، فاتح کیساپارمک را ساخت. او با هنرمندان زیادی از جمله ابراهیم تاتلیسس و مسلم گورسس کار کرده‌است. در سال ۱۹۹۹ ترانه «من می‌رفتم» که برای احمد کایا نوشته شده بود ترانه سال شد.
او اولین آلبوم خود را با نام Ah Ulan Rıza در سالی که احمد کایا ترکیه را ترک کرد منتشر کرد. در سال ۲۰۰۲ اولین کتاب شعر خود را به نام Gözleri Suicihar Mavi منتشر کرد. کتاب او با رسیدن به چاپ چهل و هشتم رکورد شکست. او با مرگ متوالی برادرش احمد کایا و مادرش سلامت خود را تا حد زیادی از دست داد. با تمام این اوصاف به خلق آثار جدید ادامه داد.
آلبوم دوم او Bir Acayip Adam مانند آلبوم اول رکوردهای فروش را شکست و این بار در فلش تی وی، کانال ۷، کرال تی وی و جم تی وی شروع به ساخت برنامه کرد. از سوی دیگر با کنسرت‌ها و کنسرت‌های مختلف در داخل و خارج از کشور اشعارش را به مردم رساند و جوایزی دریافت کرد.
هایال اوغلو، ۵۶ ساله، که به سرطان ریه مبتلا شده بود. او در ۳ مارس ۲۰۰۹ در بیمارستان Acıbadem در زیتینلیک، باکرکوی، در سن ۵۶ سالگی درگذشت. وی پس از دو مراسم در قبرستان ینیکوی به خاک سپرده شد.
یوسف هایال اوغلو که با مین هیال اوغلو ازدواج کرده‌است. او پدر سه فرزند به نام‌های دنیز، هازان و جان بود. کتاب‌های اشعار او توقف… چشمان گریان (۲۰۱۰)، گوزلری خودکشی ماوی (۲۰۰۲) و صورت من نیمه شب است (۲۰۲۰) که پس از مرگش توسط خانواده وی گردآوری شده بود، در سال‌های مختلف به یاد هایال اوغلو منتشر شد.

## نمونه اشعار
| ترجمه فارسی | ترجمه ترکی آذربایجانی | ترکی استانبولی |
| --- | --- | --- |
| ما سه تن بودیم: بدیرخان، نازلی‌جان و من سه دهان.. سه دل .. سه فشنگ سوگند خورده! و ناممان چونان بلایی بر کوه‌ها وسنگها نوشته شده، گناهی سنگین بر گردنمان تفنگی قیقاجی در آغوشمان! ... | بیز اوچ نفر ایدیک: بدیرخان، نازلیجان و من اوچ آغیز.. اوچ اورک.. اوچ آند ایچمیش فیشنگ! آدیمیز بلا دئیه داغلارا، داشلارا یازیلمیشدی بوینوموزدا آغیر وابال، قوینوموزدا چارپاز توفنگ! ... | Biz üç kişiydik: Bedirhan, Nazlıcan ve ben. Üç ağız.. üç yürek.. üç yeminli fişek! Adımız belâ diye yazılmıştı dağlara, taşlara Boynumuzda ağır vebal، Koynumuzda çapraz tüfek! ... |

## آثار
- Gözleri İntihar Mavi - Anka Yayınları، ۲۰۰۲
- Dur... Ağlama Gözlerim - Ağaç Kitabevi Yayınları، ۲۰۱۰

### در ایران
- سن‌سیز گلن صاباحا گون‌آیدین، شعر توپلوسو - انتشارات پینار - کرج ۱۳۸۵- شابک ‎۹۷۸-۹۶۴-۲۶۶۸-۷۲-۴